# 土地利用図

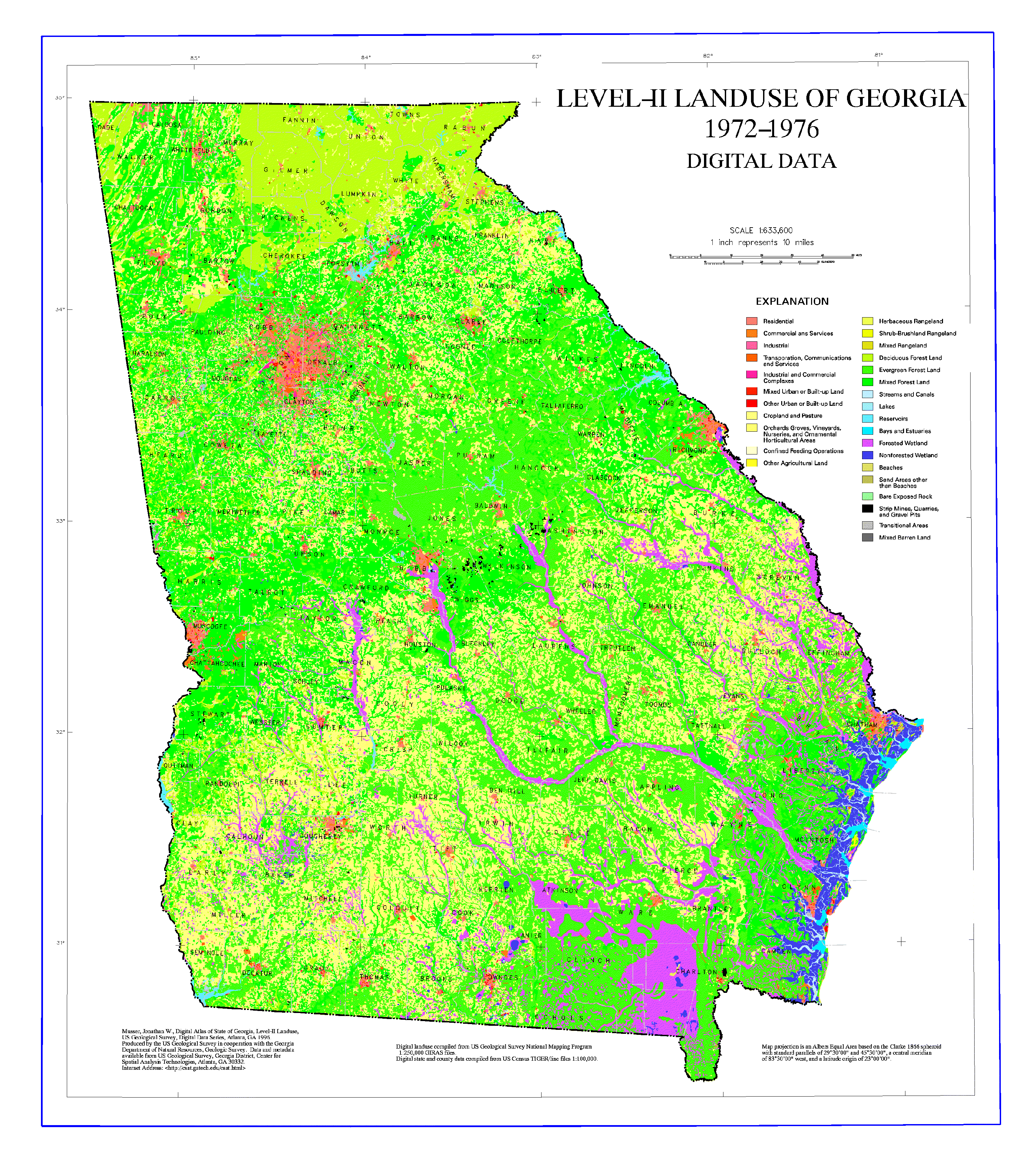
アメリカ合衆国ジョージア州の土地利用図（1972年 - 1976年）

土地利用図（英語: land-use map）とは、土地利用を表現した地図のことである。主題図の代表例である。

## 歴史
土地利用図の中でも最古のものは、オリバー・エドウィン・ベーカーによる作物分布図の作成とされる。また、1930年から進められた、ダドリー・スタンプによるイギリス全土の土地利用図の作成と刊行も、著名性が高い。
日本では、昭和初期に内田寛一ほかにより、初めて土地利用図が作成された。1951年以降は、地理調査所（現在の国土地理院）により土地利用図の整備が進められ、国土総合開発計画で利用された。1960年以降は、都市部を中心に整備が進められ、国土利用計画法や都市計画法への応用が意図され、都市的土地利用を表示しやすい表現となっていった。

## 作成方法
土地利用図を作成するうえで、まず土地利用調査を行い、現地の土地利用をベースマップ（都市計画図や住宅地図などをもとに作成する）に具体的に記入していく。その後、製図作業を行う。以前は手作業でロットリングペンなどを用いて製図を行っていたが、現在ではパソコンのドローソフトを用いた製図も行われるようになってきている。

## 人文地理学での利用
人文地理学において、土地利用図は多くの場面で用いられている。土地利用図は、研究対象地域の変化を分析していくうえでのツールとなる。
マクロスケールでの分析においては、都市圏における土地利用変化の把握がその一例となる。また、現在は地理情報システムやリモートセンシングを利用することで、広域の土地利用を短時間で分析することができるようになってきた。
ミクロスケールでの分析においては、研究対象地域の概要を把握したり、他者に説明したりするときなどに利用できる。